# BadeLand Wolfsburg
Koordinaten: 52° 26′ 10″ N, 10° 48′ 50″ O
Das BadeLand Wolfsburg ist ein Erlebnis- und Freizeitbad im Allerpark in der Stadt Wolfsburg in Niedersachsen. Die Badelandschaft hat eine Größe von 22.000 m² bei einer Wasserfläche von 3000 m². Darüber hinaus verfügt es über Sport- und Spielmöglichkeiten sowie eine Saunalandschaft. Mit rund 790.000 Besuchern jährlich gehört es zu den meistbesuchten Freizeitbädern Deutschlands und ist das größte seiner Art in Norddeutschland. Betreiber des BadeLand ist die GMF Gesellschaft für Entwicklung und Management von Freizeitsystemen.

## Lage
Das BadeLand liegt nordöstlich des Wolfsburger Zentrums im Allerpark nördlich des Allersees, auf einer kleinen Anhöhe in rund 61 Meter Höhe über dem Meeresspiegel. Benachbart ist die Eis Arena Wolfsburg, die Spielstätte des Eishockey-Bundesligisten Grizzlys Wolfsburg. Südlich liegen Sport- und Freizeitstätten sowie der Allersee. Weiter nördlich führt jenseits der Aller die Bundesstraße 188 vorbei.

## Geschichte
Nachdem es bereits in den 1960er Jahren im Zuge der Planung des Allerparks erste Überlegungen für den Bau eines Hallenbades gegeben hatte, beschloss der Rat der Stadt Wolfsburg am 9. Juni 1971 die Planung eines Hallenbades im Norden von Wolfsburg. Am 16. Dezember 1975 folgte der Ratsbeschluss für den Bau des Freizeitzentrums Allerpark. Anfang September 1976 erfolgte das Richtfest für das „Badeland“, den Vorgängerbau des heutigen BadeLandes. Am 15. April 1977 folgte seine Einweihung. Seine Baukosten betrugen 15,3 Millionen DM. Sein größtes Schwimmbecken war das 35 Meter lange Wellenbecken, in dem zu bestimmten Zeiten das Wasser in Wellenbewegung versetzt wurde. Zu den weiteren Angeboten des Badelands gehörten ein Massagebecken, ein Planschbecken für Kinder, eine Sauna, Solariengeräte, verschiedene Spiel- und Trimm-Dich-Geräte, eine Fernsehecke, eine Ruhezone sowie Gastronomie. In ein beheiztes Außenbecken konnten die Besucher vom Innenraum aus schwimmen. Das Konzept des Bades mit seinen vielen Freizeiteinrichtungen war zum Zeitpunkt seiner Eröffnung einmalig in Norddeutschland, so dass es auch Besucher aus den Nachbarstädten Wolfsburgs anzog. Um 1980 besuchten rund 350.000 Gäste jährlich das Badeland.

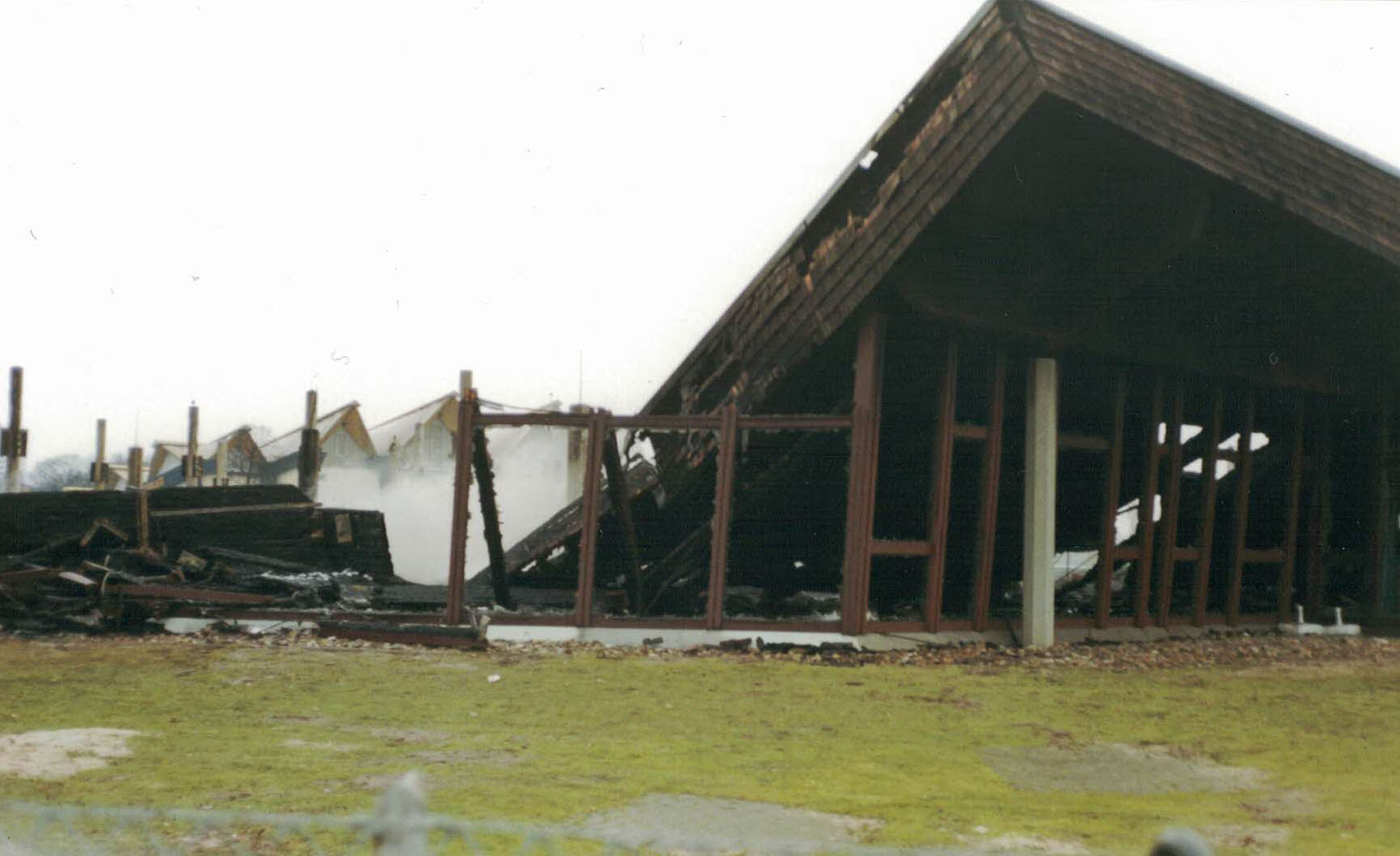
Brandruine des Badelandes (1999), links im Hintergrund der Eispalast

Er erwies sich aber als zu klein, so dass ab 1989 ein größeres Bad geplant wurde. Am 14. Januar 1999 sollte der Umbau beginnen. Ein defekter Saunaofen führte jedoch am selben Tag zu einem Großbrand, bei dem das Badeland zerstört wurde. Aus einem Leck der Aufgussautomatik trat Öl aus, so dass beim morgendlichen Anheizen des Ofens das Feuer entstand. Um 8:52 Uhr ging der Alarm bei der Feuerwehr ein. Der Schaden betrug 39 Millionen DM.
Der erforderliche Neubau wurde unter Leitung des städtischen Unternehmens Neuland an derselben Stelle errichtet und am 2. Februar 2002 eröffnet. Um seine Finanzierung dauerhaft sicherzustellen, wurden das Hallenbad Schachtweg in der Stadtmitte und das Freibad West am Laagberg geschlossen. Betreiber ist seit der Eröffnung das Unternehmen GMF GmbH & Co. KG aus Neuried (bei München), das weitere Freizeitbäder im In- und Ausland betreibt und zur ASPRO Group gehört, die Freizeitparks betreibt; Eigentümer ist die Stadt Wolfsburg. Seit 2013 ist das BadeLand bei ServiceQualität Deutschland zertifiziert. Seit Eröffnung wurden knapp acht Millionen Gäste gezählt (Stand Mai 2014). Ab dem Jahr 2014 sollten Modernisierungen mit Kosten von insgesamt zehn Millionen Euro erfolgen.

## Architektur

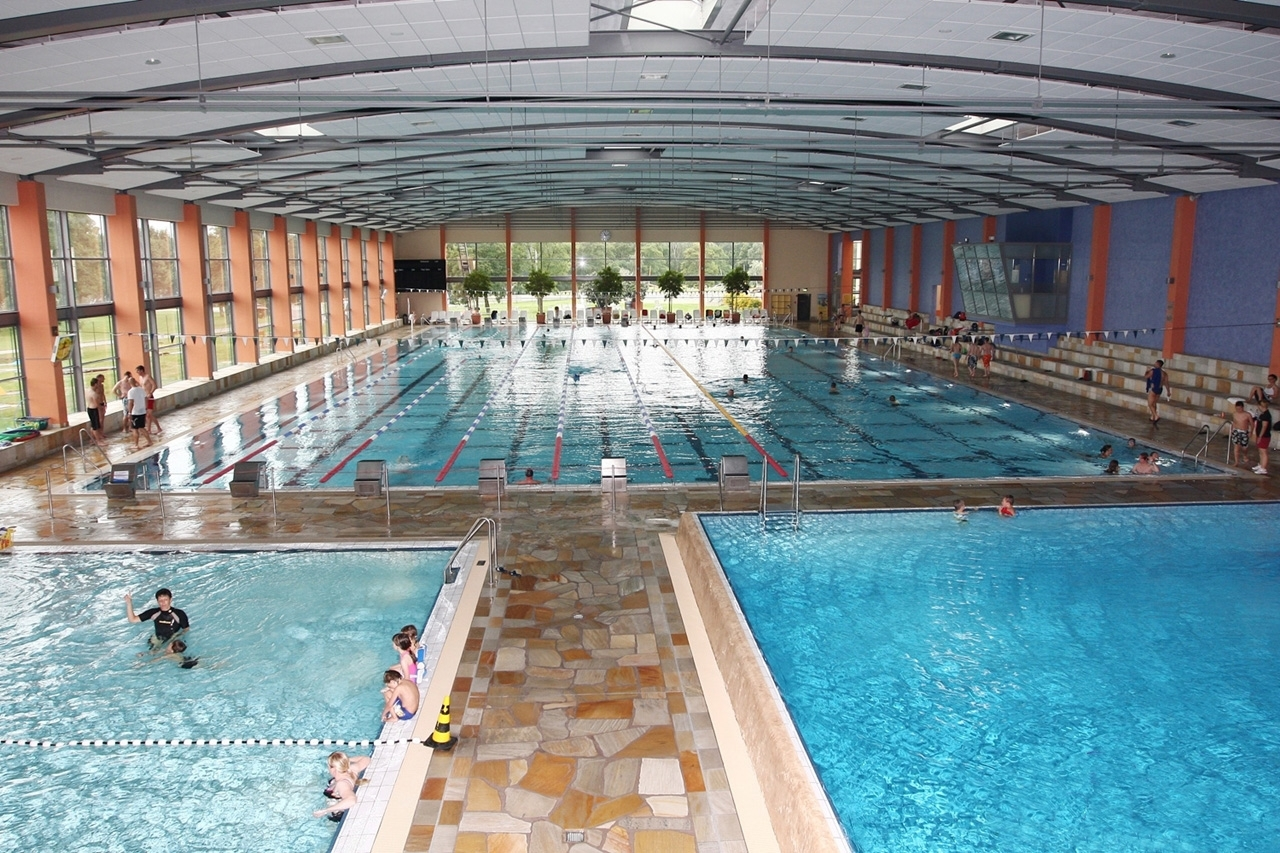
Sport-, Nichtschwimmer- und Sprungbecken

Der Grundriss der Anlage ist annähernd dreieckig. Die Rutschen im Westen und der Strömungskanal im Südwesten ragen daraus heraus. Das Dach ist im Westteil fächerförmig gegliedert. Der Eingang liegt auf der Nordseite.

## Badelandschaft

### Becken
Im BadeLand finden sich zahlreiche Becken unterschiedlicher Größe. Das behindertengerechte „Großschwimmbecken“ ist 50 Meter lang. Es bietet auf zehn Bahnen ortsansässigen Vereinen Trainingsmöglichkeiten. Mit Unterwasserscheinwerfern, Unterwasserlautsprechern, Unterwasserfenstern und einer Zeitmessvorrichtung ist das Sportbecken auch für Wettkämpfe ausgestattet. Eine zweistufige Liegefläche wird bei Veranstaltungen und Schwimmwettbewerben als Besuchertribüne mit rund 150 Sitzplätzen genutzt.
Darüber hinaus gibt es ein „Mediterranbecken“ mit einer Wasserfläche von rund 800 m². Es bietet 110 Meter Strömungsfluss mit Strömungsdüsen, Massagedüsen und Unterwasserliegen, Luft-Boden-Sprudler sowie Schwall- und Nackenduschen.
Das „Wellenbecken“ ist 520 m² groß und bietet unterschiedliche Wellenstärken und Wellentypen.
Das „Nichtschwimmerbecken“ ist etwa 115 m² groß. Darüber hinaus gibt es einen 34 °C warmen „Wasserspielgarten“ für Kinder in zwei Becken und ein gleichwarmes „Kleinkindbecken“.
Das rund 40 m² große „Sprudelbecken“ ist mit 36 °C das wärmste Becken im BadeLand.

### Rutschen

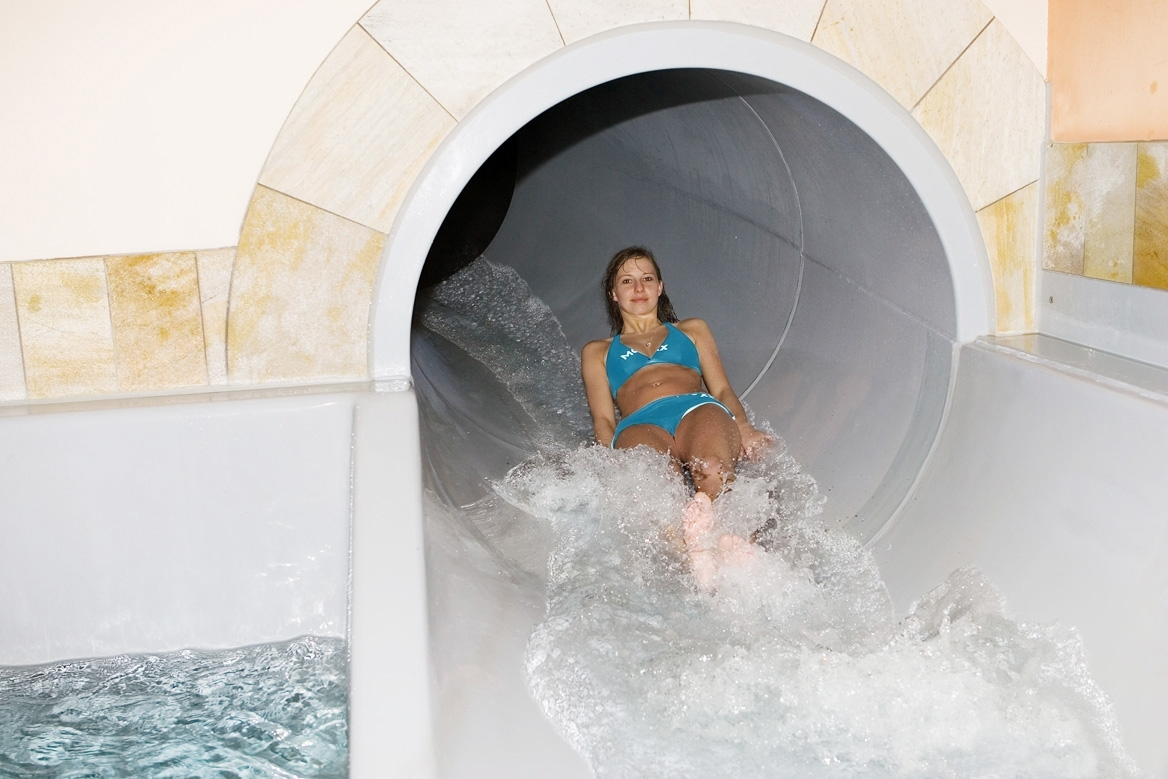
Rutsche

Die Röhrenrutsche „Black Hole“ ist auf insgesamt 110 Metern komplett verdunkelt. Die Benutzung ist gestattet für Kinder ab sechs Jahren. Die Innenwände der Rutsche werden mit illustrierten Bildschirmen („Illusions Screens“) bespielt.
Die Reifenrutsche „Rafting Slide“ war 130 Metern lang. 2014 wurde sie durch eine Trichterrutsche ersetzt. Sie war für Personen ab zwölf Jahren zugelassen. Nach zahlreichen Unfällen wurde sie mehrfach längerfristig gesperrt. Sie wurde im November 2017 zu einer Reifenrutsche ohne Trichter umgebaut. Teile der Trichterrutsche wurden dabei wiederverwendet.

### Strömungskanal und Sprungturm
Den 110 Meter langen Strömungskanal im Außenbereich erreicht man über das Mediterranbecken. Beide Becken haben 30 °C Wassertemperatur.
Das 3,80 m tiefe Springerbecken verfügt über ein 1-Meter- und ein 3-Meter-Brett sowie einen 3-Meter- und einen 5-Meter-Turm. Unter dem Turm befinden sich eine Beregnungsanlage und Warmduschen. Es gibt vier Unterwasserfenster für Wettkämpfe.

## Saunalandschaft

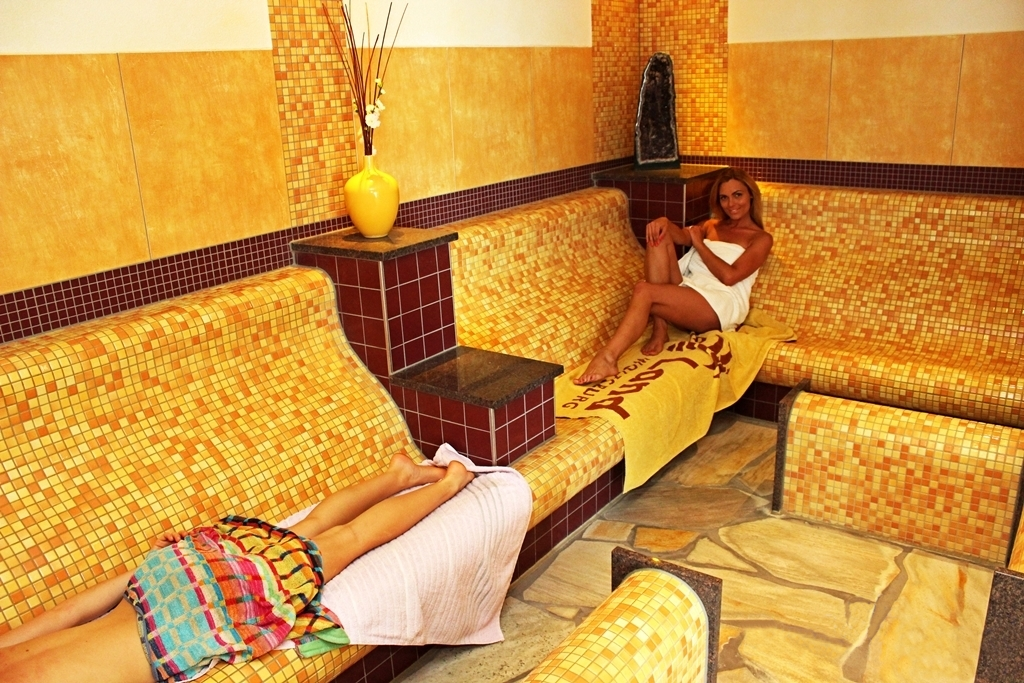
Blick in eine Sauna

Die „SaunaLandschaft“ wurde vom Deutschen Sauna-Bund ausgezeichnet. Sie umfasst zwölf Saunen, darunter eine außen gelegene Erdkaminsauna, auf zwei Ebenen und einen Außenbereich. Es ist möglich, nach finnischer, römischer und türkischer Art zu saunieren. Zum Saunabereich gehören darüber hinaus ein „Sanarium“ als kreislaufschonende Saunavariante, ein „Caldarium“, ein „Blütendampfbad“ mit rund 95 % Luftfeuchtigkeit, eine Banja und ein „Salionarium“.

## Sonstiges

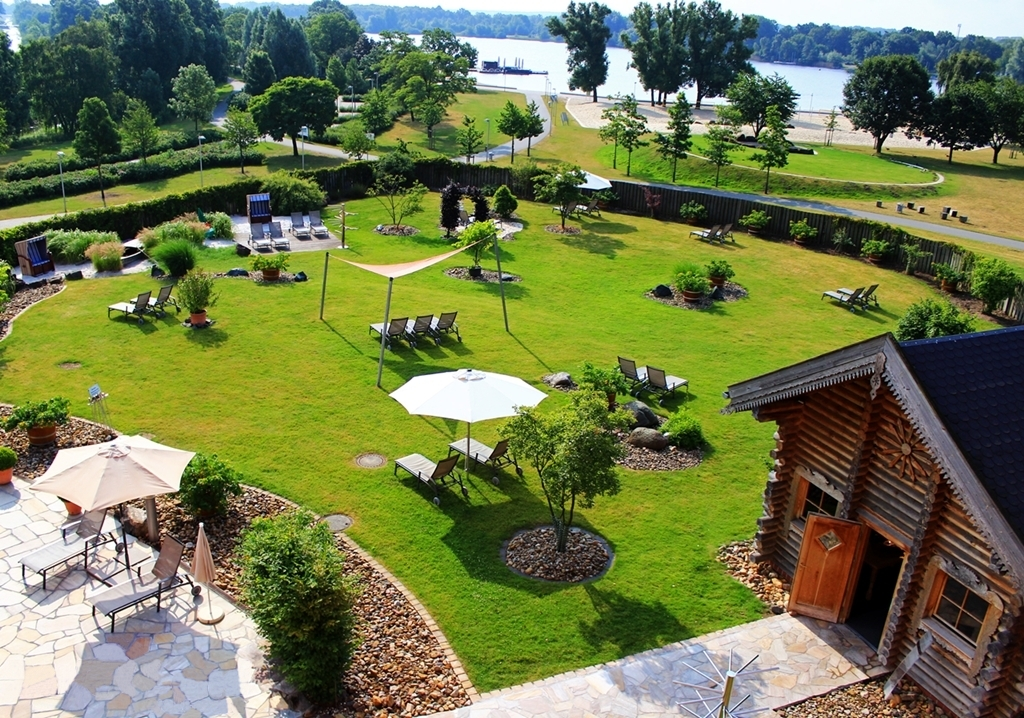
Außenbereich

Es werden Wellness- und Massageanwendungen sowie fernöstliche Bewegungsformen und kosmetische Behandlungen angeboten. Dazu gehören ein türkisches Hamam im „Tepidarium“ und das Schönheitsbad „Rasul“ mit dem Auftragen der Heilerde. Ein Fitnessstudio im BadeLand wird von der schwedischen Fitnesskette Actic Fitness betrieben.
Das BadeLand bietet Kurse im Kleinkindschwimmen an. Ferner gibt es Seepferdchenkurse. Als erster Schwimmstil wird Brustschwimmen unterrichtet. Beim Freischwimmerkurs kann das Schwimmabzeichen in Bronze erworben werden. Es werden Aquajogging, „AquaPower“ als Kraftausdauerprogramm, Wassergymnastik und für Schwangere Aqua-Kurse angeboten.
Im BadeLand gibt es ein Selbstbedienungs-Restaurant, ein weiteres Restaurant im Eingangsbereich sowie ein Sauna-Restaurant. Die Ruheräume, die Panoramasauna, das Restaurant und die Terrasse bieten Aussicht auf Allerpark und Allersee.

## Veranstaltungen
- Eine „Mitternachtssauna“ findet einmal monatlich statt.
- Ein „Familiensonntag“ findet einmal monatlich statt. Dabei führen Animateure Wettbewerbe und Spiele mit den Badegästen durch.
- Ein „Wellnesstag“ in der Saunalandschaft findet zweimal monatlich statt.
- Seit 2006 wird „BadeLand auf Reisen“ angeboten. 50 Teilnehmer fahren dabei mit dem Bus in andere Sauna- und Badelandschaften in Niedersachsen oder Sachsen-Anhalt.
- Im BadeLand können Kinder-Geburtstagsfeiern durchgeführt werden.